# Doet Beets
Doet Beets (17 augustus 1917 - 10 februari 1989) was een Nederlands oud-honkballer en sportbestuurder.
Beets was lid van de vereniging SC Haarlem en HFC Haarlem en kwam tevens uit voor het Nederlands honkbalteam waarvoor hij 1 interland speelde. Na zijn actieve sportloopbaan was hij jarenlang voorzitter van de SC Haarlem en HFC Haarlem. Ook was hij zestien jaar vicevoorzitter en elf jaar voorzitter van de Koninklijke Nederlandse Honkbalbond, de latere KNBSB. Op 13 juli 1985 werd Beets opgenomen in de Hall of Fame van de KNBSB.